# Taëf
Taëf ou Taïf  ou encore At Ta´if (en arabe الطائف, aṭ-ṭā'if) est une ville d'Arabie saoudite occidentale située dans la région du Hedjaz.
Elle se trouve à 65 km environ  à l'est de La Mecque et 130 km environ à l'est de la ville portuaire de Djedda.
Établie dans les monts Sarawat à une altitude de 1 879 m, la ville est accessible par téléphérique sur le versant nord (Al Hada) en venant de Djedda et de La Mecque, ou par la route côté sud. 
Elle est un lieu de tourisme très apprécié par les habitants du Moyen-Orient qui viennent camper dans ses montagnes, au milieu de nombreuses colonies de singes vivant là en totale liberté. C'est aussi une ville très tournée vers l'artisanat traditionnel.

## Histoire

### Période pré-islamique
Au VIe siècle av. J.-C., la cité de Taëf, et ses alentours, était dominée par la tribu des Banu Thaqif (en). Les tribus juives se sont également installés près de la ville, après avoir été déplacées par les éthiopiens chrétiens du royaume de Himyar alors en pleine guerre. Son climat était marqué par la sécheresse. Blé, vigne et fruit étaient cultivés dans ses alentours. En plus de s'occuper de l'agriculture, les habitants avaient des activités économiques. La ville fortifiée était un centre religieux consacré à la déesse Al-lât. Avec La Mecque, ils représentaient les deux principaux lieux de pèlerinage du polythéisme. Taëf était plus agréablement située que La Mecque et la relation entre les deux villes était cordiale.

### LeVIIesiècleet l'arrivée de M
La ville fut impliquée dans les événements de l'année de l'éléphant (en). Mahomet, qui était né à La Mecque, prêchait l'Islam dans sa ville natale et également au Hijaz, mais rencontre beaucoup de résistance des peuples qui y vivaient, incluant Taëf. En 630, les Banu Thaqif (en) sont défaits par Mahomet à la bataille de Hunayn. Peu après, ce dernier échoue devant le siège de Taëf. La cité parvient à repousser l'attaque malgré les assauts des catapultes des Banu Daws. Pourtant, la bataille de Tabouk en 631 laisse la ville complètement isolée, ce qui pousse ses habitants à négocier avec La Mecque et à se convertir à l'islam. L'idole Al-lât est détruite ainsi que tous les autres signes de paganisme,.

### Période ottomane
Le 17 juillet 1517, le chérif de La Mecque capitule face au sultan Ottoman Sélim Ier. Comme signe de soumission, il lui donne la clé de La Mecque et de Médine. Faisant partie du Hejaz, Taëf se retrouve également sous contrôle turc.

### Sous les Saoudiens
En 1989, la ville a été le lieu de signature de l'Accord de Taëf, accord inter-libanais qui a mis un terme à la guerre civile libanaise.